# Баратарна
Баратарна, такође познат под именима Паратарна, Паршатар и Паршататар, био је први познати краљ Митана, за кога се сматра да је владао између 1510. и 1490. године пре нове ере.

## Владавина
Иза Баратарне је остало веома мало записа, јер су извори из Митанског краљевства ретки. Већина познатих информација о краљевству, посебно о његовој раној историји и владарима, потиче из записа изван саме државе. Датуми владавине краљева могу се закључити поређењем хронологије Митанског краљевства са другим државама, нарочито са древним Египтом.
Информације о Баратарни налазе се у биографији Идримија од Алалаха (или Алахаха, који је постао престоница Алепа). Баратарна је освојио то подручје и начинио Идримија својим вазалом, те је Идрими постао краљ Алепа према уговору који је такође прогласио Пилију, краља Кисвадне, његовим вазалом.
Митанско краљевство се у његово време вероватно простирало до Арапхе на истоку, Терке на југу и Кисвадне на западу. Баратарна је можда био митански краљ кога је египатски фараон Тутмос I срео на реци Еуфрат током војног похода рано у својој владавини (око 1493. године п. н. е.).

### Кисвадна
Пилија, краљ Кисвадне, потписао је споразум са Идримијем и постао вазал Митанског царства. Такође је познато да је склопио мир са Зидантом II од Хетита.

### Смрт
Информација о његовој смрти помиње се у запису из Нузија, датираном у време смрти краља Баратарне, могуће око 1420. године п. н. е., према краткој хронологији.